# 小泉豊
小泉 豊（こいずみ ゆたか、1977年5月31日 - ）は日本の男性声優、音響監督。神奈川県出身。オフィス リスタート所属。

## 人物
プロ・フィット声優養成所（第4期生〈2005年10月生〉）→エーエス企画 →プロ・フィット（2007年3月28日 - 2010年8月）→フリー→キャトルステラ（2016年1月1日 - 2020年6月30日）→オフィス リスタート（2021年1月 - ）。

## 出演
太字はメインキャラクター。

### テレビアニメ
2001年
- しあわせソウのオコジョさん（槌谷遥）

2002年
- りぜるまいん（岩城憲司、ナイト2002）

2006年
- N・H・Kにようこそ!（佐藤達広）

2007年
- ナイトウィザード The ANIMATION（ロンギヌス→ロンギヌス・コイズミ、キマイラ、ゴーレム、研究員、現場監督）
- ロミオ×ジュリエット（憲兵小隊長、事務官 他）

2008年
- ストライクウィッチーズ（パイロット、整備兵）
- のらみみ2（イカモン）
- 隠の王（クラスメイト）

2010年
- B型H系（松尾大佑、工藤俊一）

2011年
- 輪るピングドラム（渡瀬眞悧、医師A、世界史の教師、司会者）

2017年
- 王室教師ハイネ（店員）
- 王様ゲーム The Animation（翼の父）

### 劇場アニメ
- RE:cycle of the PENGUINDRUM（2022年、渡瀬眞悧[5]） - 前後編[一覧 1]

### OVA
- モエかん THE ANIMATION（2003年、整備士D）
- サクラ大戦 ル・ヌーヴォー・巴里（2004年、アルヴィン）
- 日本昔ばなし・世界名作童話（2009年、鬼、うらべすえたけ、武士、いそのかみ中納言、赤鬼、うし、ケロ吉、リリーのおとうさん、農夫2、王、カリダ）
- ゾンミちゃんプレゼンテーション版（2015年、うじむしパパ）※音響監督兼任

### ゲーム
2003年
- エスプガルーダ（アゲハ〈通常時〉）
- The Wind from Rixcall（平周次）

2007年
- SDガンダム GGENERATION SPIRITS（ザンスカール兵〈隊長〉 他）

2013年
- はつカレっ☆ 恋愛デビュー宣言!（紫之宮大地）

2017年
- League of Angels II - リーグオブエンジェルズ2（レイリー、アドルフ、アトラス）

2018年
- 新聞物語（爺）

### ドラマCD
- アリアンロッド・サガ ファンブック 「Heartbreak Memory」付属 ドラマCD「追憶のフラグメント」（バルムンク・コイズミ）
- 「N・H・Kにようこそ!」ドラマアルバム 第20.5話 フルボイスにようこそ!（佐藤達広）

### 吹き替え
- 名探偵ポワロ 葬儀を終えて（マイケル）
- トレジャー・オブ・レジェンド（ポチョムキン）

### 舞台
- Lit Klatch リーディングシアター「ホス探へようこそ episode2」（2009年10月3日、南大塚ホール、近衛）
- THE LIVE READING 武装少女マキャヴェリズム（2017年1月27日・28日・29日、中目黒キンケロ・シアター、構成）[7]

### その他
- キュリオシティ・シリーズ（ナレーション）
- ドラマ このマンガがすごい（佐藤達広）

### シリーズ一覧
1. ↑  『[前編] 君の列車は生存戦略』、『[後編] 僕は君を愛してる』